# ラッヘル・ライス
ラッヘル・ライス（Rachel Ruysch, 1664年6月3日 - 1750年8月12日）は、花を描いた静物画を専門としたオランダの画家。オランダ黄金時代に活躍した女性画家のひとりである。

## 生涯
デン・ハーグに生まれるが、幼い時にアムステルダムに移った。父親のフレデリクス・ルイシは著名な解剖学者・植物学者であった。妹に花の静物画を描いたことで知られるアンナ・ルイシ（Anna Ruysch, 1666年 – 1754年）がいる。父親は、多くの珍しい品物をコレクションしていた。ラッヘルは花やレースで父の著作に装飾をする手伝いをしており、そういった経験から自然にを観察し精密に記録する術を学んだと思われる。15歳の時に花を描くことで有名なデルフトの画家ウィレム・ファン・アールストに弟子入りする。1693年、ラッヘルは肖像画家のユリアン・ポール（Juriaen Pool, 1666年 – 1745年）と結婚し、10人の子供をもうける。
1701年、ラッヘルは デン・ハーグの画家組合に加入する。数年後にはデュッセルドルフに招かれ、プファルツ選帝侯ヨハン・ヴィルヘルムの元で宮廷画家として仕える。1708年から1716年までその地で活動した。 
ラッヘルは86歳まで生きたが、15歳から絵を描き始め80歳代まで活動していたことになる。ラッヘルの作品は100程が知られている。

## ギャラリー

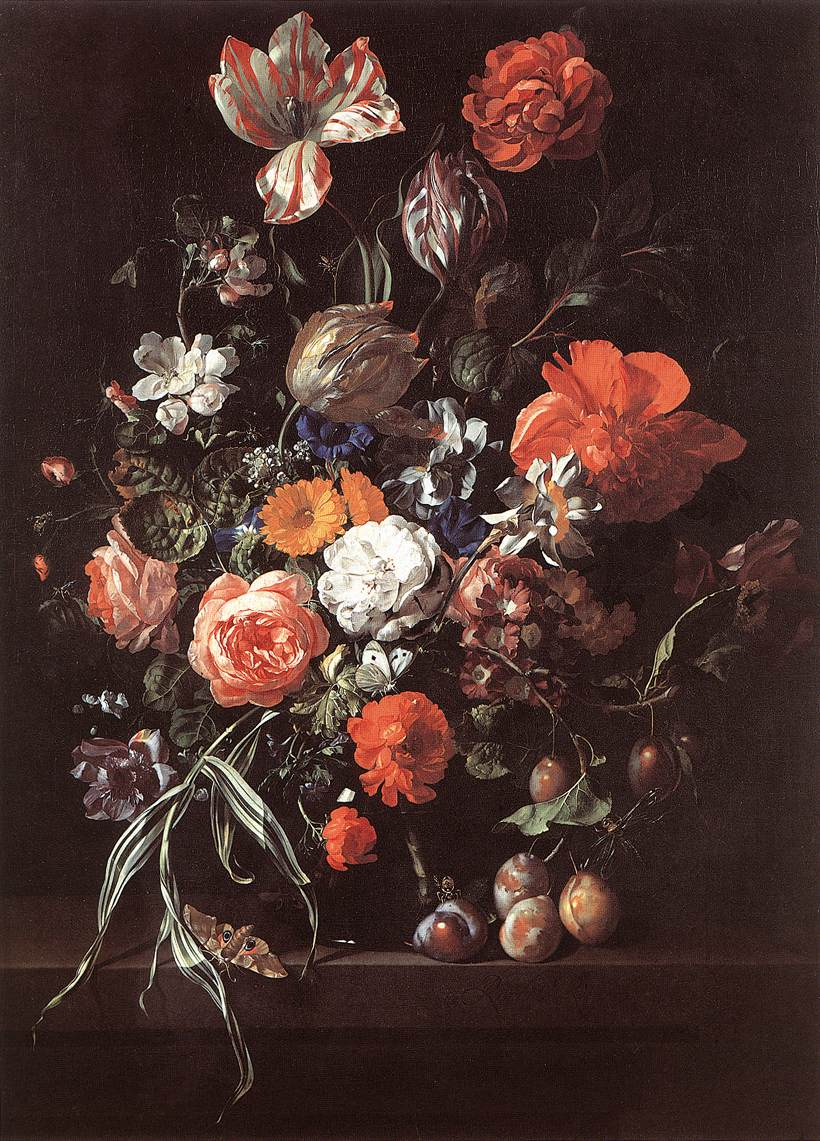
『花とプラム』 ベルギー王立美術館蔵
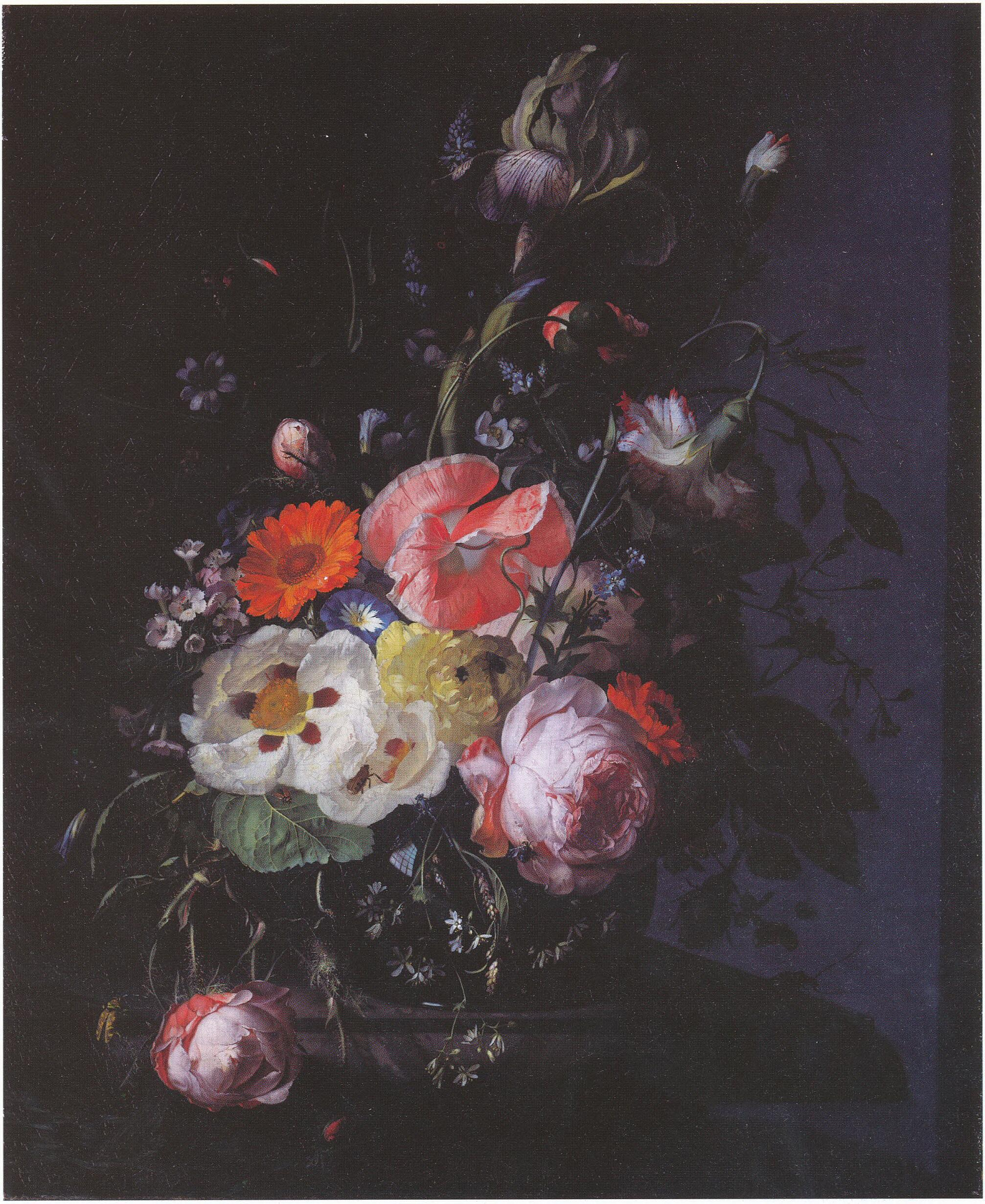
『大理石板上の花の静物』(1716年) アムステルダム国立美術館蔵
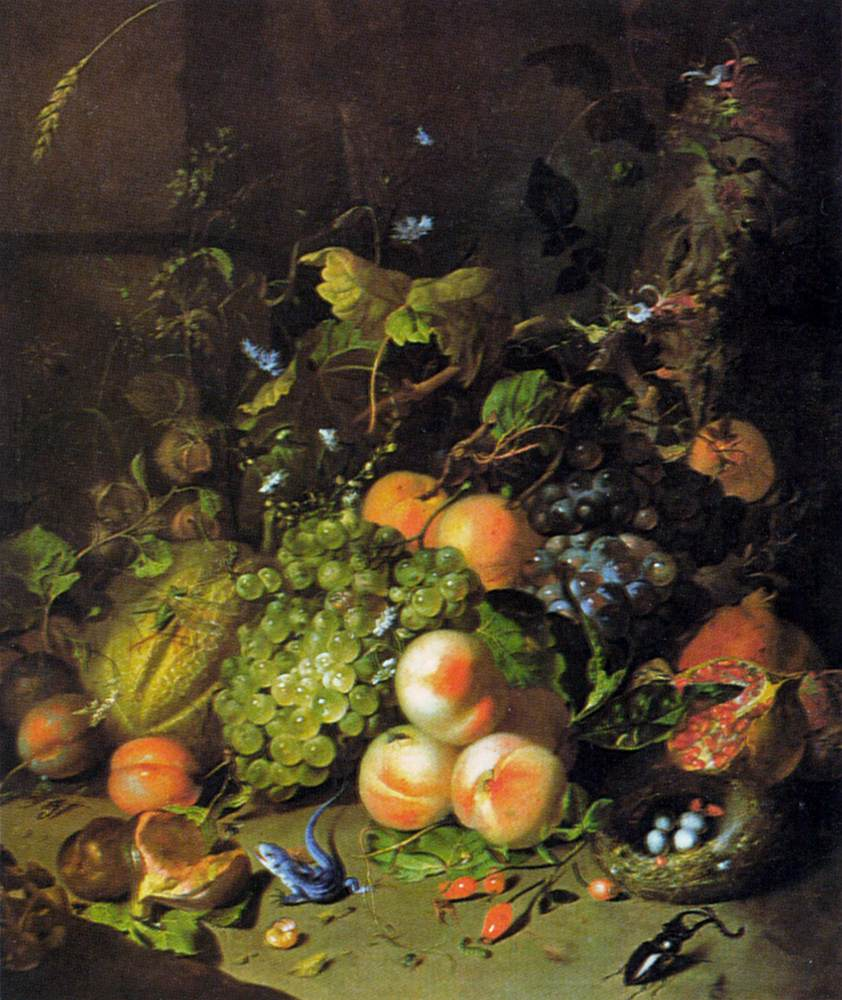
「森の中の果物、鳥の巣、トカゲ、昆虫」 カールスルーエ州立美術館蔵
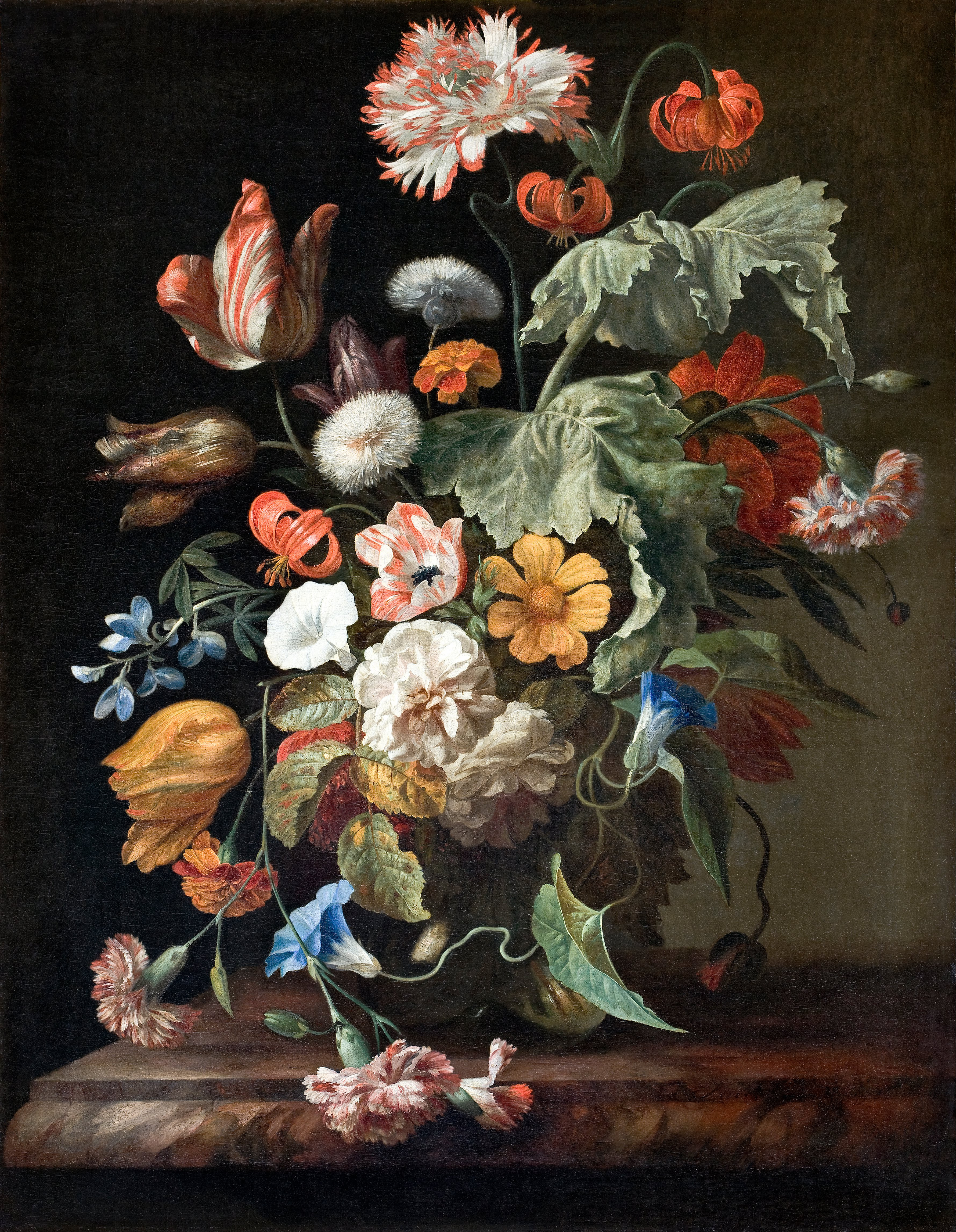
『花のある静物画』 Hallwyl Museum蔵

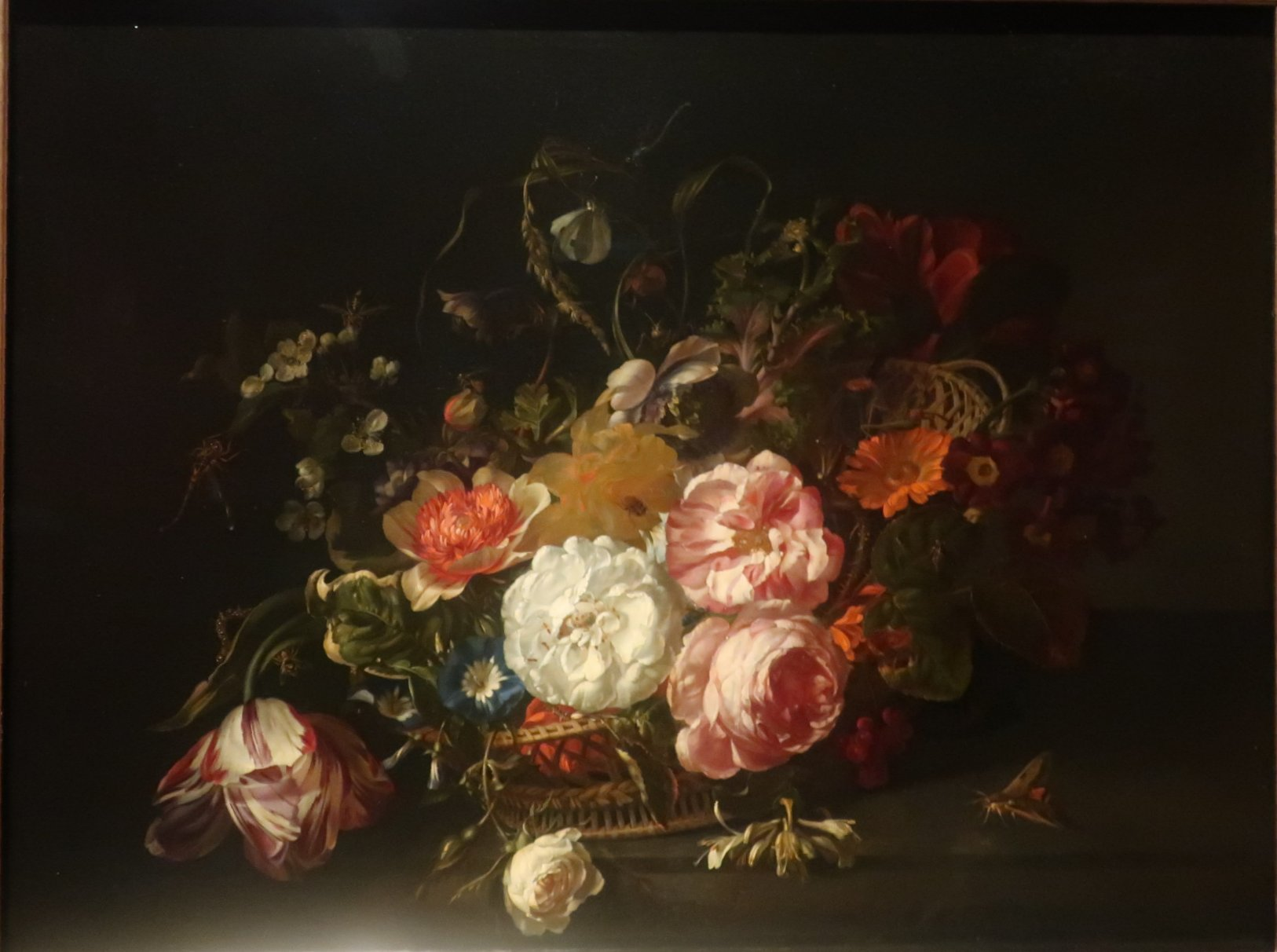
『籠に入った花』(1711年) ウフィツィ美術館蔵
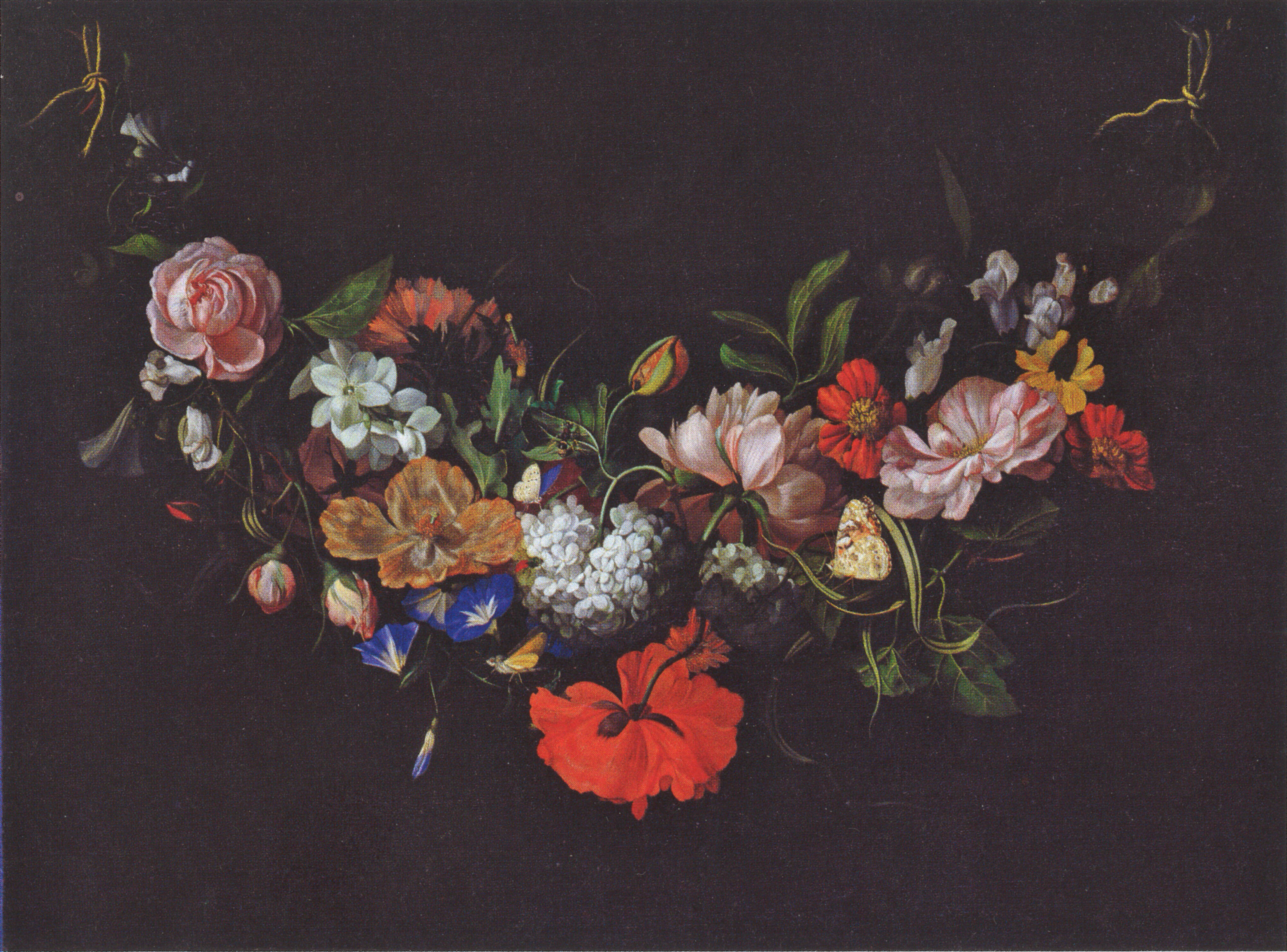
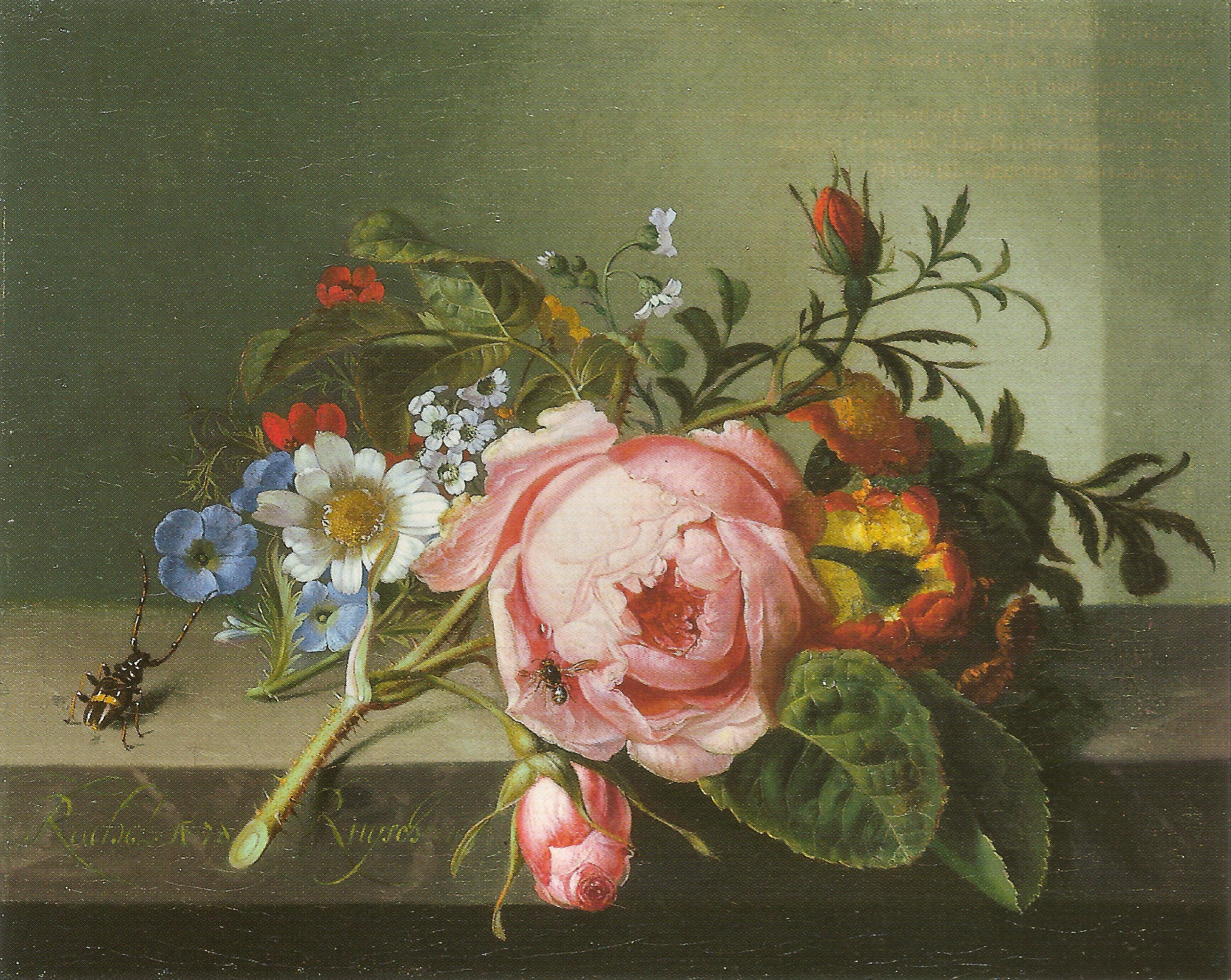